# Цепонами (Витербо)
Цепонами је насеље у Италији у округу Витербо, региону Лацио.
Према процени из 2011. у насељу је живело 1707 становника. Насеље се налази на надморској висини од 435 м.